# Damarodytes
Damarodytes is een monotypisch geslacht van kevers uit de familie van de klopkevers (Anobiidae).

## Soort
- Damarodytes whitei Español, 1968